# Quan hệ Bắc Triều Tiên – Togo
Quan hệ Bắc Triều Tiên – Togo đề cập đến mối quan hệ hiện tại và lịch sử giữa Cộng hòa Dân chủ Nhân dân Triều Tiên và Cộng hòa Togo. Không nước nào duy trì đại sứ quán tại thủ đô tương ứng của họ, mặc dù trước đây Bắc Triều Tiên từng có một đại sứ quán tại Lomé, đã đóng cửa vào năm 1998. Đại sứ quán Bắc Triều Tiên tại Lagos, Nigeria cũng được công nhận tại Togo.

## Lịch sử
Trong thời kỳ cai trị từ năm 1967 đến năm 2005 của Tướng Gnassingbé Eyadéma, cha của vị Tổng thống hiện tại Faure Gnassingbé, Togo duy trì mối quan hệ chặt chẽ với Cộng hòa Dân chủ Nhân dân Triều Tiên (CHDCND Triều Tiên), bất chấp lập trường thân phương Tây và cánh hữu của chính phủ Togo. Năm 1974, Eyadéma đến thăm Bình Nhưỡng, gặp gỡ Kim Nhật Thành. Ngày 17 tháng 9 năm 1974, ông cắt đứt quan hệ với Hàn Quốc và trục xuất nhân viên đại sứ quán Hàn Quốc ra khỏi Togo.
Trong Chiến tranh Lạnh, CHDCND Triều Tiên đã cung cấp viện trợ đáng kể cho chính phủ Togo. Quân đội Togo cũng nhận được sự huấn luyện từ các nhóm cố vấn quân sự Bắc Triều Tiên triển khai đến nước này.
Cậu con trai thứ ba của người Mỹ đào tẩu sang CHDCND Triều Tiên James Joseph Dresnok tên là Tony, có một phần dòng máu Togo qua mẹ mình, vốn là con gái của một nhà ngoại giao Togo và người vợ Triều Tiên của vị này.